# Манфред Геберль
Манфред Гоеберл (англ. Manfred Hoeberl, нар. 12 травня 1964) — колишній австрійський стронгмен та паверліфтер, відомий тим що до початку 1990-тих років мав найбільші руки у світі. Народився в тому ж місці що і легенда бодібілдингу Арнольд Шварценеґґер.

## Життя і кар'єра
Гоеберл двічі вигравав титул Найсильнішої Людини Європи (в 1993 і 1994) і змагався на Найсильнішій Людині Світу 1994. Окрім цього змагався там і у 1991 і 1993 роках, фінішувавши 8-мим і 4-тим відповідно.
Вигравав титул Найсильнішої Людини Австрії сім разів, у 1989–1994 & 1996.
На початку 1990-тих років Гоеберл заявив що має найбільші руки у світу. Вже у 1994 році, журналіст Джо Рорк виміряв плече Манфреда і отримав результат в 600 міліметрів. Після вимірювання Гоеберл виконав кілька вправ з гантелями внаслідок чого м'язи трохи роздулись.
Згодом Манфред Гоеберл написав свою книгу «Десять хвилин щоб накачати великі руки».

## Особисті рекорди
- Вивага лежачи: 285 кг
- Присідання: 360 кг
- Мертве зведення: 390 кг

## Аварія
Незабаром після Найсильнішої Людини Світу 1994 Гоєберл потрапив у жахливу автомобільну аварію внаслідок якої зламав кілька кінцівок і стегно у восьми місцях. Після кількох місяців реабілітації повернувся до стронґмену, хоча він більш ніколи не брав участь у Найсильнішій Людині Світу. Травма біцепса стійкою на Європейському Геркулесі 1997 змусила його піти у відставку.